# Agnieszka Pawełkiewicz
Agnieszka Pawełkiewicz (ur. 1990) – polska aktorka. Absolwentka Akademii Teatralnej w Warszawie.

## Filmografia

### Teatr
- 2009: Chopin w Ameryce
- 2011: Lorenzaccio
- 2011: Merylin/Proca
- 2011: Grube ryby jako Wandzia
- 2012: Przypadki Pana Jourdain jako Pani Jourdain
- 2012: Sąd Ostateczny jako Anna
- 2013: Dwoje biednych Rumunów mówiących po polsku jako Dżina
- 2013: Wiśniowy sad jako Ania
- 2014: Rewizor jako Kobieta
- 2015: Efekt jako Maja

### Filmy
- 2010: Jutro kiedy śpisz jako Córka
- 2012: Zabić bobra jako Bezi
- 2014: Małe stłuczki jako Kasia
- 2015: Dzień w Warszawie jako Joanna
- 2017: F 63.9 jako Reżyserka (głos)

### Seriale
- 2010: Hotel 52 jako Gabi (gościnnie)
- 2011-2016: Ranczo jako Kinga

### Teatr telewizji
- 2012: Trzy siostry jako Irina
- 2015: Dwoje biednych Rumunów mówiących po polsku jako Dżina
- 2015: Cukier Stanik jako Ślepa

## Polski dubbing
- 2010: Monster High: New Ghoul at School jako Iris Clops
- 2010: Taniec rządzi[1]
- 2011: Nadzdolni[1]
- 2012: LEGO Friends
- 2012: Pokémon: Kyurem kontra Miecz Sprawiedliwości
- 2012: Dziewczyna kontra potwór
- 2012: Wodogrzmoty Małe – Mabel Pines[1]
- 2013: Mako Mermaids: Syreny z Mako
- 2015–2018: Dragon Ball Super – Mài

## Nagrody
- Złoty Szczeniak (2014) za rolę w filmie Małe stłuczki w kategorii najlepsza rola pierwszoplanowa kobieca[2]